# Cupa României 2013-2014
Cupa României 2013-2014 (cunoscută ca și Cupa României Timișoreana 2013-2014) a fost a 76-ediție a celui mai vechi turneu eliminator din fotbalul românesc. Faza întâi a avut loc la 17 iulie 2013.. Finala competiției s-a jucat pe 23 mai 2013, pe Arena Națională. Câștigătoarea competiției în premieră a devenit Astra Giurgiu, care în finală a învins-o pe Steaua București, cu 4–2 la loviturile de departajare, după ce timpul regulamentar de joc și reprizele de prelungiri s-au terminat cu scor alb de 0 la 0.

## Echipe
| Faza           | Cluburi rămase | Cluburi participante | Câștigători din runda precedentă | Intrate în competiție | Ligi                            |
| -------------- | -------------- | -------------------- | -------------------------------- | --------------------- | ------------------------------- |
| Faza județeană | -              | -                    | niciunul                         | -                     | Nivelele 4, 5 și 6 din piramidă |
| Faza I         | 185            | 82                   | 41                               | 82                    | Liga a III-a                    |
| Faza a II-a    | 103            | 94                   | 41                               | 53                    | Liga a III-a                    |
| Faza a III-a   | 50             | 48                   | 48                               | niciunul              | niciuna                         |
| Faza a IV-a    | 50             | 56                   | 24                               | 32                    | Liga a II-a                     |
| Faza a V-a     | 50             | 28                   | 28                               | niciunul              | niciuna                         |
| Șaisprezecimi  | 32             | 32                   | 14                               | 18                    | Liga I                          |
| Optimi         | 16             | 16                   | 16                               | niciunul              | niciuna                         |
| Sferturi       | 8              | 8                    | 8                                | niciunul              | niciuna                         |
| Semifinale     | 4              | 4                    | 4                                | niciunul              | niciuna                         |
| Finala         | 2              | 2                    | 2                                | niciunul              | niciuna                         |

## Calendar
Calendarul anunțat de Federația Română de Fotbal pentru Cupa României 2013-2014:
| Faza          | Date                            | Număr de meciuri | Cluburi | Intrate în competiție |
| ------------- | ------------------------------- | ---------------- | ------- | --------------------- |
| Faza I        | 17 iulie 2013                   | 42               | 82      | 82: 103 – 185         |
| Faza a II-a   | 31 iulie 2013                   | 44               | 94      | 53: 50 - 103          |
| Faza a III-a  | 13 august 2013                  | 24               | 48      | niciunul              |
| Faza a IV-a   | 27 august 2013                  | 28               | 56      | 32: 19 - 50           |
| Faza a V-a    | 10-11 septembrie 2013           | 14               | 28      | niciunul              |
| Șaisprezecimi | 25 septembrie 2013              | 16               | 32      | 18: 1 - 18            |
| Optimi        | 30 octombrie 2013               | 8                | 16      | niciunul              |
| Sferturi      | 27 noiembrie 2013               | 4                | 8       | niciunul              |
| Semifinale    | 15/17 martie-20/21 aprilie 2014 | 4                | 4       | niciunul              |
| Finala        | 31 mai 2014                     | 1                | 2       | niciunul              |

## Faza I
Meciurile primei faze s-au jucat pe 17 iulie 2013.
| Echipa 1                    | Scor | Echipa 2                   |
| --------------------------- | ---- | -------------------------- |
| Performanța Alba Iulia      | 3–0  | Jiul Petroșani             |
| Gloria Arad                 | 3–0  | CS Vladimirescu            |
| Sporting Pitești            | 1–3  | SCM Argeșul Pitești        |
| SC Bacău                    | 1–3  | CS Aerostar Bacău          |
| FCM Turda                   | 0–3  | Viitorul Lechința          |
| Hidișelul de Sus            | 3–1  | CS Național Sebiș          |
| FC Brașov 2                 | 0–3  | Civitas Făgăraș            |
| Știința Miroslava           | 0–1  | Luceafărul Mihai Eminescu  |
| Voința Lupac                | 2–5  | Autocania Caransebeș       |
| Conpet Cireșu               | 5–1  | Viiitoul Domnești          |
| CS Afumați                  | 1–0  | Voința Lanurile            |
| Sănătatea Cluj              | 1–0  | Vulturii Vultureni         |
| Rapid Fetești               | 6–3  | Danubius Rașova            |
| FC Papăuți                  | 2–0  | Conpet Ploiești            |
| AS Podari                   | 2–0  | Apa Craiova                |
| Vulturii Vultureni (IV)     | 1–10 | CS Voluntari               |
| FCM Târgoviște              | 2–0  | Voința Pietroșița          |
| Sporting Liești             | 4–0  | CSM Focșani                |
| Bolintin Vale Malu Spart    | 6–3  | Concordia Chiajna 2        |
| Pandurii Târgu Jiu 2        | 1–0  | Știința Turceni            |
| FC Zagon                    | 1–0  | Csikszereda Miercurea Ciuc |
| Rapid II București          | 0–3  | AS Popești Leordeni        |
| Armata Aurul Brad           | 3–1  | Vulturii Lugoj             |
| Rapid Dumești               | 10–1 | Ceahlăul Piatra Neamț 2    |
| Avântul Bârsana             | 8–5  | Plimob Sighetul Marmației  |
| ACS Miercurea Nirajului     | 8–7  | Avântul Reghin             |
| CS Baia de Aramă            | 0–2  | CS Muncitorul Reșița       |
| Cetatea Târgu Neamț         | 0–1  | Petrotub Roman             |
| Inter Markus Slatina        | 2–1  | CS Vișina Nouă             |
| Petrolistul Boldești        | 6–1  | CS Tunari                  |
| CS Barcău Nușfalău          | 1–4  | Seso Câmpia Turzii         |
| AS Tâlna Orașul Nou         | 3–0  | Europa Alba Iulia          |
| Progresul Frătăuții Vechi   | 1–0  | Bucovina Rădăuți           |
| FC 2007 Gîrceni             | 1–0  | FC Oțelul Galați 2         |
| Spicul Șeica Mare           | 3–0  | Girom Albota               |
| Național 2012 Golești       | 6–5  | Young Stars Panciu         |
| Hidro Râmnicu Vâlcea        | 1–0  | ACS Urban Titu             |
| Izbânda Mihail Kogalniceanu | 3–0  | Eolica Baia                |
| FC Sportul Studențesc 2     | 0–3  | AS Ilie Oană               |
| Sporting Roșiorii de Vede   | 2–1  | FCM Alexandria             |
| Ripensia Timișoara          | 3–0  | Flacăra Făget              |

## Faza a II-a
Meciurile din faza a II-a s-au jucat pe 31 iulie 2013.
| Echipa 1                     | Scor | Echipa 2                 |
| ---------------------------- | ---- | ------------------------ |
| FC Zalău                     | 4–2  | Tâlna Orașul Nou         |
| Avântul Bârsana              | 2–1  | Unirea Dej               |
| Viitorul Lechința            | 0–3  | Seso Câmpia Turzii       |
| Performanta Alba Iulia       | 2–3  | Sănătatea Cluj           |
| FC Unirea 2006               | 0–3  | ACS Miercurea Nirajului  |
| Ripensia Timișoara           | 3–2  | Millenium Giarmata       |
| Voința Sibiu                 | 0–3  | Spicul Șeica Mare        |
| Gloria Arad                  | 0–2  | Șoimii Pâncota           |
| FC Hidișeul de Sus           | 1–0  | CS Osorhei               |
| FC Caransebeș                | 5–0  | FCM Reșița               |
| Muncitorul Reșița            | 4–2  | Minerul Jilt Mătăsari    |
| CS Podari                    | 0–1  | Pandurii Târgu Jiu 2     |
| Hidro Râmnicu Vâlcea         | 0–1  | Metaloglobus București   |
| FC Hunedoara                 | 0–2  | Armata Aurul Brad        |
| Inter Markus Slatina         | 3–1  | CS Jiul Rovinari         |
| Sporting Roșiorii de Vede    | 3–0  | FC Caracal               |
| Petrolistul Boldești         | 3–0  | Unirea Câmpina           |
| Civitas Făgăraș              | 2–7  | Fortuna Brazi            |
| Rapid Fetești                | 0–1  | Viitorul Axintele        |
| Izbânda Mihaill Kogălniceanu | 2–4  | Conpet Cireșu'           |
| Național 2012 Golești        | 0–1  | CSM Râmnicu Sărat        |
| FC Zagon                     | 3–4  | FC Păpăuți               |
| FCM Bacău                    | 0–21 | Sporting Liești          |
| CS Aerostar Bacău            | 0–6  | CSM Moinești             |
| FC 2007 Gîrceni              | 1–3  | Petrotub Roman           |
| Rapid Dumești                | 7–8  | Kosarom Pașcani          |
| Luceafărul Mihai Eminescu    | 0–2  | FCM Dorohoi              |
| Progresul Frătăuții Vechi    | 4–0  | Sporting Suceava         |
| FCM Târgoviște               | 0–1  | CS Juventus Bucuresti    |
| CS Voluntari                 | 9–0  | AS Ilie Oană             |
| Metaloglobus Bucuresti       | 7–0  | Bolintin Vale Malu Spart |
| AS Popești Leordeni          | 1–0  | CS Ștefănești            |
| Progresul Cernica            | 1–3  | Dunărea Călărași         |
| CS Afumați                   | 1–2  | CS Balotești             |
| Inter Clinceni               | -    | STA                      |

## Faza a III-a
Meciurile din faza a III-a s-au jucat pe 13 august 2013.
| Echipa 1                  | Scor | Echipa 2               |
| ------------------------- | ---- | ---------------------- |
| Progresul Frătăuții Vechi | 1–2  | FCM Dorohoi            |
| Petrotub Roman            | 0–2  | Kosarom Pașcani        |
| FC Păpăuți                | 5–1  | CSM Moinești           |
| Sporting Liești de Sus    | 2–1  | Conpet Cireșu          |
| Național 2012 Golești     | 0–2  | Viitorul Axintele      |
| Petrolistul Boldești      | 3–1  | Fortuna Brazi          |
| Inter Clinceni            | 2–1  | Metaloglobus Bucuresti |
| AS Popești Leordeni       | 0–2  | CS Juventus Bucuresti  |
| CS Voluntari              | 11–2 | Dunărea Călărași       |
| CS Balotești              | 2–1  | Dinamo Bucuești 2      |
| Sporting Roșiorii de Vede | 1–3  | Chindia Târgoviște     |
| Inter Markus Slatina      | 0–5  | SCM Argeș Pitești      |
| Spicul Șeica Mare         | –    | Pandurii Târgu Jiu 2   |
| Armata Aurul Brad         | 2–1  | FC Caransebeș          |
| Ripensia Timișoara        | 1–0  | Muncitorul Reșița      |
| Hidișelul de Sus          | 2–0  | Șoimii Pâncota         |
| ACS Miercurea Nirajului   | 1–3  | Sănătatea Cluj         |
| Tâlna Orașul Nou          | 2–3  | Seso Câmpia Turzii     |
| Avântul Bârsana           | 2–1  | Universitar Baia Mare  |

## Faza a IV-a
Meciurile din faza a IV-a s-au jucat pe 27 august 2013.
| Echipa 1               | Scor | Echipa 2                 |
| ---------------------- | ---- | ------------------------ |
| FCM Dorohoi            | 2–1  | Rapid CFR Suceava        |
| CS Kosarom Pașcani     | 1–2  | SC Bacău                 |
| Sporting Vointa Liești | 0–1  | Dunărea Galați           |
| CS Turnu Severin       | 0–3  | Ripensia Timișoara       |
| Viitorul Axintele      | 1–3  | Farul Constanța          |
| CS Voluntari           | 5–0  | Unirea Slobozia          |
| Juventus București     | 0–1  | ACS Berceni              |
| CS Balotești           | 3–0  | Sportul Studențesc       |
| Inter Clinceni         | 2–3  | FC Clinceni              |
| Petrolistul Boldești   | 2–0  | CS Mioveni               |
| FC Păpăuți             | 1–2  | Gloria Buzău             |
| Sănătatea Cluj         | 3–0  | FC Argeș                 |
| Arieșul Turda          | 0–1  | Unirea Tărlungeni        |
| Inter Markus Slatina   | 3–2  | CS Alro Slatina          |
| SCM Pitești 2012       | 1–2  | FC Universitatea Craiova |
| Armata Aurul Brad      | 1–0  | Minerul Motru            |
| Pandurii II Târgu Jiu  | 1–6  | CS Universitatea Craiova |
| Avântul Bârsana        | 2–1  | Olimpia Satu Mare        |
| FC Hidișelul de Sus    | 3–0  | Luceafărul Oradea        |

## Faza a V-a
Meciurile din faza a V-a s-au jucat pe 10 și 11 septembrie 2013.
| Echipa 1             | Scor         | Echipa 2                 |
| -------------------- | ------------ | ------------------------ |
| FCM Dorohoi          | 3–2          | CSMS Iași                |
| Sănătatea Cluj       | 0–0 (p.) 5–4 | ASA Tîrgu Mureș          |
| CS Balotești         | 0–1          | ACS Berceni              |
| CS Voluntari         | 0–1 (a.e.t.) | Rapid București          |
| Chindia Târgoviște   | 3–1 (a.e.t.) | CS Universitatea Craiova |
| SC Bacău             | 2–0          | Dunărea Galați           |
| Gloria Buzău         | 2–0          | FC Clinceni              |
| Farul Constanța      | 1–0          | CF Brăila                |
| Petrolistul Boldești | 2–1          | Unirea Tărlungeni        |
| CSM Râmnicu Vâlcea   | 1–2          | FC Universitatea Craiova |
| Ripensia Timișoara   | 3–0          | UTA Arad                 |
| Armata Aurul Brad    | 0–4          | CS Metalul Reșița        |
| Avântul Bârsana      | 3–2          | Gloria Bistrița          |
| FC Hidișelul de Sus  | 1–3 (a.e.t.) | FC Bihor                 |

## Șaisprezecimi
În această rundă au intrat în competiție cele 18 echipe din Liga I 2013-2014. Meciurile s-au disputat între 24-26 septembrie 2013.
| 25 septembrie 2013 | Pandurii (I) | 4–0 | Farul (II) | Târgu Jiu                   |  |
| 16:00              |              |     |            | Stadion: Tudor Vladimirescu |  |

| 26 septembrie 2013 | Astra Giurgiu (I) | 4–1 | ACS Berceni (II) | Giurgiu                     |  |
| 16:00              |                   |     |                  | Stadion: Marin Anastasovici |  |

| Steaua București (I)                           | 4-0 | Avântul Bârsana (IV) |
| ---------------------------------------------- | --- | -------------------- |
| Răduț 19', 69' Kapetanos 63', 90' Costea 45+1' |     |                      |

| 24 septembrie 2013 | Dinamo (I) | 4–0 | Sănătatea Cluj (III) | București       |  |
| 20:30              |            |     |                      | Stadion: Dinamo |  |

| 24 septembrie 2013 | FC Vaslui (I) | 1–0 | Sportul Snagov (II) | Vaslui             |  |
| 16:00              |               |     |                     | Stadion: Municipal |  |

| 25 septembrie 2013 | FCU Craiova (II) | 0–1 | Petrolul (I) | Drobeta-Turnu Severin |  |
| 20:30              |                  |     |              | Stadion: Municipal    |  |

| 24 septembrie 2013 | Dorohoi (III) | 0–3 | Viitorul Constanța (I) | Dorohoi        |  |
| 16:00              |               |     |                        | Stadion: 1 Mai |  |

| 24 septembrie 2013 | Ripensia (V) | 2–1 | U Cluj (I) | Timișoara                |  |
| 18:30              |              |     |            | Stadion: Dan Păltinișanu |  |

| 26 septembrie 2013 | Rapid (II) | 3–1 | Ceahlăul (I) | București                  |  |
| 18:00              |            |     |              | Stadion: Valentin Stănescu |  |

| 24 septembrie 2013 | Corona Brașov (I) | 1–0 | Gauss Bacău (II) | Brașov           |  |
| 16:00              |                   |     |                  | Stadion: Carpați |  |

| 25 septembrie 2013 | Petrolistul Boldești (IV) | 0–4 | Gaz Metan (I) | Boldești-Scăeni, Prahova |  |
| 16:00              |                           |     |               | Stadion: Viorel Mateianu |  |

| 24 septembrie 2013 | FC Bihor (II) | 0–1 | ACS Poli (I) | Oradea                |  |
| 16:00              |               |     |              | Stadion: Iuliu Bodola |  |

| 25 septembrie 2013 | Gloria Buzău (II) | 0–2 (d.p.) | Botoșani (I) | Buzău                     |  |
| 16:00              |                   |            |              | Stadion: Stadionul Gloria |  |

| 24 septembrie 2013 | Chindia (III) | 2–0 | Team Săgeata⁠(d) (I) | Târgoviște             |  |
| 16:00              |               |     |                     | Stadion: Eugen Popescu |  |

| 25 septembrie 2013 | FC Brașov (I) | 3–1 | CFR Cluj (I) | Brașov               |  |
| 18:30              |               |     |              | Stadion: Tineretului |  |

| 26 septembrie 2013 | Oțelul (I) | 6–2 | Chiajna (I) | Galați          |  |
| 16:00              |            |     |             | Stadion: Oțelul |  |

## Optimi
Meciurile s-au disputat între 29 și 31 octombrie 2013.
| 31 octombrie 2013 | Dinamo (I) | 5–0 | Chindia (III) | București                                                |  |
| 18:30             |            |     |               | Stadion: Dinamo Spectatori: 4.826 Arbitru: Marian Balaci |  |

| 31 octombrie 2013 | Rapid (II) | 0–2 | Petrolul (I) | București                                         |  |
| 20:30             |            |     |              | Stadion: Valentin Stănescu Arbitru: Radu Petrescu |  |

| 29 octombrie 2013 | Ripensia (V) | 0–3 | Pandurii (I) | Timișoara                                                        |  |
| 16:00             |              |     |              | Stadion: Dan Păltinișanu Spectatori: 4.000 Arbitru: Florin Marcu |  |

| 29 octombrie 2013 | FC Vaslui (I) | 4–1 | Botoșani (I) | Vaslui                                   |  |
| 16:00             |               |     |              | Stadion: Municipal Arbitru: Cătălin Popa |  |

| Steaua București (I)                          | 2-0 | ACS Poli (I)            |
| --------------------------------------------- | --- | ----------------------- |
| Georgievski 14' Piovaccari 73' 70' Gardoș 45' |     | Szekely 68' · Nohai 88' |

| 29 octombrie 2013 | Gaz Metan (I) | 0–1 | Astra Giurgiu (I) | Mediaș                                     |  |
| 20:30             |               |     |                   | Stadion: Gaz Metan Arbitru: Lucian Rusandu |  |

| 31 octombrie 2013 | Oțelul (I) | 2–1 | Corona Brașov (I) | Galați                                 |  |
| 16:30             |            |     |                   | Stadion: Oțelul Arbitru: Paul Unimătan |  |

| 30 octombrie 2013 | FC Brașov (I) | 0–1 | Viitorul Constanța (I) | Brașov                                      |  |
| 18:00             |               |     |                        | Stadion: Tineretului Arbitru: Istvan Kovacs |  |

## Sferturi de finală
Meciurile s-au disputat pe 3, 4 și 5 decembrie.
| 3 decembrie 2013 | Viitorul Constanța (I) | 0–3 | Astra Giurgiu (I)                  | Chiajna                                                 |  |
|                  |                        |     | Budescu 32' Cristescu 36' Yoda 89' | Stadion: Concordia Spectatori: 500 Arbitru: Iulian Dima |  |

| 4 decembrie 2013 | Petrolul (I)                                        | 4–2 | FC Vaslui (I)  | Ploiești                                                     |  |
|                  | Balufo 37' Hoban 93' Geraldo Alves 98' Romario 108' |     | Cleban 27' 70' | Stadion: Ilie Oană Spectatori: 8.000 Arbitru: Cristian Balaj |  |

| 4 decembrie 2013 | Dinamo (I)         | 1–0 | Pandurii (I) | București                                                  |  |
|                  | Grigore 58' (pen.) |     |              | Stadion: Dinamo Spectatori: 5.140 Arbitru: Alexandru Tudor |  |

| Steaua București (I)                      | 2-0 | Oțelul (I)                                       |
| ----------------------------------------- | --- | ------------------------------------------------ |
| Piovaccari 46' Târnovan 84' Bourceanu 72' |     | Sîrghi 28' Cooper 33' Sipović 68' Marquinhos 88' |

## Semifinale
Semifinalele au avut loc pe 26 și 27 martie, respectiv 16 și 17 aprilie 2014.
| Steaua București (I)                                           | 5–2 | Dinamo (I)                                   |
| -------------------------------------------------------------- | --- | -------------------------------------------- |
| Latovlevici 22' Varela 39' Chipciu 43' Tănase 45+2' Keserü 76' |     | Rotariu 32' Lazăr 53' Grigorie 75' Grecu 80' |

| 26 martie 2014Tur | Petrolul (I) | 0–0 | Astra Giurgiu (I) | Ploiești                                                      |  |
| 20:30             |              |     |                   | Stadion: Ilie Oană Spectatori: 10.500 Arbitru: Cristian Balaj |  |

| Dinamo (I)                     | 1–1 | Steaua București (I) |
| ------------------------------ | --- | -------------------- |
| Matei 86' Grigorie 29' Rus 42' |     | Tănase 26'           |

| 16 aprilie 2014Retur | Astra Giurgiu (I)    | 2–1 | Petrolul (I) | Giurgiu                                                               |  |
| 20:30                | Budescu 52' Papp 93' |     | Tamuz 22'    | Stadion: Marin Anastasovici Spectatori: 5.500 Arbitru: Cristian Balaj |  |

## Finala
Finala s-a jucat pe 23 mai, pe Arena Națională.
| 23 mai 2014                          | Steaua București              | 0–0 (d.p.) (2–4 d.l.d.)                               | Astra Giurgiu | București                                                           |  |
| 21:00                                |                               | Casetă tehnică                                        |               | Stadion: Arena Națională Spectatori: 48.201 Arbitru: Ovidiu Hațegan |  |
|                                      | Penalty-uri de departajare⁠(d) |                                                       |               |                                                                     |  |
| Keșerü · Varela · Pintilii · Szukała |                               | Laban · Júnior Morais · Cristescu · Budescu · Yazalde |               |                                                                     |  |